# Frederick W. Smith
Frederick Wallace Smith (sinh ngày 11 tháng 8 năm 1944) là người sáng lập, chủ tịch và CEO của FedEx. Công ty có trụ sở tại Memphis, Tennessee.

## Những năm đầu
Frederick Smith sinh ra tại Marks, Mississippi. Ông là con trai của James Frederick Smith, người sáng lập chuỗi nhà hàng Toddle House và Smith Motor Coach Company (đổi tên thành Dixie Greyhound Lines sau khi The Greyhound Corporation mua quyền kiểm soát vào năm 1931). Smith Snr. qua đời khi cậu con trai Fred Smith chỉ mới được 4 tuổi và cậu bé được mẹ và các chú nuôi dưỡng.
Smith bị què quặt vì bệnh xương khi còn nhỏ nhưng đã hồi phục sức khỏe năm lên 10 tuổi.
Smith rất thích bay và ông trở thành một phi công nghiệp dư khi vẫn đang còn là một thiếu niên. Ông học tiểu học tại trường ngoại trú Presbyterian và trường cao trung tại một trường trực thuộc đại học Memphis.
Năm 1962, Smith gia nhập Đại học Yale. Trong khi theo học tại Yale, ông đã viết một bài báo cho một lớp học kinh tế, phác thảo dịch vụ giao hàng qua đêm trong thời đại thông tin máy tính. Dân gian đồn đại rằng ông đã nhận được điểm C cho bài báo này, mặc dù trong một cuộc phỏng vấn sau đó, ông đã nói với một phóng viên: "Tôi không biết là mấy điểm, có lẽ là tôi nhận được C thông thường của tôi", trong khi những câu chuyện khác cho rằng giáo sư của ông từng nói với ông rằng, để có thể có được điểm C thì ý tưởng phải khả thi. Bài báo đã trở thành ý tưởng của FedEx (trong nhiều năm, gói mẫu được hiển thị trong quảng cáo in của công ty có địa chỉ trả lại tại Yale). Smith đã trở thành một thành viên và cuối cùng là chủ tịch của phường hội Delta Kappa Epsilon (DKE) và hội kín Skull and Bones. Ông nhận bằng cử nhân kinh tế năm 1966. Trong những năm theo học đại học, ông là một người bạn và huynh đệ trong hội DKE của George W. Bush. Smith cũng là bằng hữu của John Kerry và chia sẻ sự yêu thích dành cho ngành hàng không với Kerry và cả hai từng là bạn bay với nhau.

## Tham gia thủy quân lục chiến
Sau khi tốt nghiệp, Smith được đưa vào biên chế trong Thủy quân Lục chiến Hoa Kỳ, phục vụ trong ba năm (từ 1966 đến 1969) với tư cách là một trung đội trưởng và là một người điều khiển máy bay đi trước xác định mục tiêu (FAC), bay ở ghế sau của chiếc OV-10. Có nhiều giai thoại về phần đời này của ông có thể kể đến như việc Smith là một "Sĩ quan mặt đất" của Thủy quân lục chiến trong suốt toàn bộ thời gian tại ngũ của mình. Ông được huấn luyện đặc biệt để bay cùng phi công và quan sát và 'điều khiển' hoạt động trên mặt đất. Ông chưa bao giờ trải qua khóa huấn luyện bay của Hải quân và không phải là "phi công hải quân" hay "phi công" trong quân đội. Các cá nhân đã hoàn thành khóa huấn luyện bay của Hải quân và trở thành một "Phi công Hải quân được bổ nhiệm" (Designated Naval Aviator) có nghĩa vụ phải phục vụ sáu năm tại thời điểm đó.
Là một lính thủy đánh bộ, Smith đã có cơ hội quan sát tận mắt hệ thống hậu cần của quân đội. Ông phục vụ hai chuyến nghĩa vụ tới Việt Nam, bay cùng các phi công trong hơn 200 nhiệm vụ chiến đấu. Ông được vinh dự giải ngũ năm 1969 với quân hàm Đại úy và đã nhận được Sao bạc, Sao đồng và hai Trái tim Tím.

## Sự nghiệp kinh doanh
Năm 1970, Smith đã mua quyền kiểm soát trong một công ty bảo trì máy bay, Ark Aviation Sales, và đến năm 1971 thì tập trung vào việc kinh doanh các máy bay đã qua sử dụng. Vào ngày 18 tháng 6 năm 1971, Smith thành lập Công ty Liên bang Express với khoản thừa kế 4 triệu đô la (khoảng 23 triệu đô la năm 2013),  và huy động được 91 triệu đô la (khoảng 525 triệu đô la năm 2013) bằng vốn đầu tư mạo hiểm. Năm 1973, công ty bắt đầu cung cấp dịch vụ cho 25 thành phố, và nó bắt đầu với các gói và tài liệu nhỏ và một phi đội gồm 14 máy bay phản lực Falcon 20 (DA-20). Trọng tâm của ông là phát triển một hệ thống mặt đất tích hợp, điều chưa từng được thực hiện trước đây. Smith đã phát triển FedEx dựa trên ý tưởng kinh doanh về một phiên bản giao hàng của một trung tâm thanh toán bù trừ ngân hàng nơi một trung tâm thanh toán bù trừ ngân hàng được đặt ở giữa các ngân hàng đại diện và tất cả các đại diện của họ sẽ được gửi đến địa điểm trung tâm để trao đổi tài liệu.
Trong những ngày đầu của FedEx, Smith đã phải nỗ lực rất nhiều để giữ cho công ty hoạt động. Trong một trường hợp, sau khi một khoản vay kinh doanh quan trọng bị từ chối, ông đã phải cầm 5.000 đô la cuối cùng của công ty đến Las Vegas để đánh bạc và thu được 27.000 đô la sau khi chơi blackjack, đủ để trang trải hóa đơn nhiên liệu 24.000 đô la của công ty. Khoản tiền này đã giữ FedEx sống thêm một tuần nữa.
Ngoài FedEx, Smith cũng là đồng sở hữu của đội bóng bầu dục Washington Redskins thuộc giải NFL. Con trai của ông, Arthur Smith, người chơi bóng bầu dục tại Đại học Bắc Carolina, là Offensive coordinator của đội Tennessee Titans. Sự hợp tác này đã dẫn đến việc FedEx tài trợ cho đội đua Joe Gibbs thuộc khuôn khổ giải đua xe NASCAR. Smith cũng sở hữu hoặc đồng sở hữu một số công ty giải trí, bao gồm Alcon Entertainment.
Năm 2000, Smith xuất hiện như chính mình trong bộ phim Cast Away của Tom Hanks, cảnh nhân vật Tom được chào đón trở lại đã được quay tại trụ sở của FedEx ở Memphis, Tennessee.
Là một huynh đệ trong hội DKE của George W. Bush khi còn ở Yale, sau khi Bush đắc cử tổng thống vào năm 2000, có một số suy đoán rằng Smith có thể được bổ nhiệm vào Nội các Bush làm Bộ trưởng Quốc phòng. Trong khi Smith là lựa chọn đầu tiên của Bush cho vị trí này, thì ông đã từ chối vì lý do bệnh tật và vì vậy mà Donald Rumsfeld được chọn để thay thế. Dù là bạn của cả hai ứng cử viên lớn của cuộc bầu cử năm 2004 là John Kerry và George W. Bush, Smith đã ủng hộ Bush tái đắc cử trong cuộc tranh cử lần này. Khi Bush quyết định lựa chọn người thay thế Rumsfeld, Smith đã được đề nghị ngồi vào vị trí này một lần nữa nhưng ông đã từ chối để dành thời gian với cô con gái mắc bệnh nan y của mình.
Smith là người ủng hộ cuộc tranh cử của Tổng thống John McCain năm 2008 và được bầu làm Chủ tịch trong ủy ban chiến dịch của McCain. Một số người đã suy đoán rằng Smith có thể sẽ có vai trò cố vấn kinh tế trong chính quyền McCain trong trường hợp ông này đắc cử tổng thống.
Smith được giới thiệu vào Hội trường danh vọng doanh nhân Hoa Kỳ và cũng được trao Giải thưởng "Golden Plate Award" của Học viện Thành tựu Hoa Kỳ năm 1998. Ông được giới thiệu vào Đại sảnh tiếp thị và bán hàng SMEI năm 2000. Các giải thưởng khác của ông bao gồm "Giám đốc điều hành của năm 2004" của Chief Executive Magazine  và Giải thưởng Kellogg năm 2008 dành cho Lãnh đạo xuất sắc, do Trường Quản lý Kellogg trao tặng vào ngày 29 tháng 5 năm 2008  Ông cũng đã được trao giải thưởng Bower 2008 cho Lãnh đạo doanh nghiệp từ Viện Franklin ở Philadelphia, Pennsylvania. Ông là người nhận giải thưởng Tony Jannus năm 2011 vì những đóng góp nổi bật cho ngành thương mại hàng không.
Trong khi Giám đốc điều hành của FedEx vào năm 2008, Frederick W. Smith đã kiếm được tổng số tiền bồi thường là $ 10,434,589, bao gồm mức lương cơ bản là $ 1,430,466, tiền thưởng là $ 2,705,000, cổ phiếu được cấp $ 0 và các tùy chọn được cấp $ 5,461,575.  Vào tháng 6 năm 2009, Smith đã bày tỏ sự quan tâm đến việc mua cổ phần kiểm soát (60%) của St. Louis Rams từ Chip Rosenbloom và Lucia Rodriguez. Vào năm 2009, Frederick W. Smith đã kiếm được tổng số tiền bồi thường là $ 7,740,658, bao gồm mức lương cơ bản là $ 1,355,028, tiền thưởng bằng 0 đô la, cổ phiếu được cấp 0 đô la, các tùy chọn được cấp là $ 5,079,191 và các khoản bồi thường khác với tổng số tiền là $ 1,305,439.
Vào tháng 3 năm 2014, Tạp chí Fortune đã xếp ông ở thứ 26 trong danh sách "50 nhà lãnh đạo vĩ đại nhất thế giới".

## Đời tư
Smith có mười người con, bao gồm nhiếp ảnh gia Windland Smith Rice và huấn luyện viên bóng bầu dục Arthur Smith.